# Talking to the Moon
"Talking to the Moon" é uma canção do cantor norte-americano Bruno Mars, gravada para seu álbum de estreia Doo-Wops & Hooligans. Foi escrita e produzida por Bruno Mars, Philip Lawrence, Ari Levine, Albert Winkler e Jeff Bhasker e produzida pelos três primeiros sob o nome The Smeezingtons e por Bhasker. Devido à sua inclusão na segunda trilha sonora internacional da telenovela brasileira Insensato Coração, conseguiu entrar nas tabelas musicais Brasil Hot 100 Airplay e Brasil Hot Pop Songs, ambas publicadas pela revista Billboard Brasil. Com esta razão, a Warner Music Brasil decidiu lançá-la como single no país.
A canção deriva de origens estilísticas do soft rock, do R&B e do jazz, o seu arranjo é definido por acordes de bateria e piano, sendo definida por um metrônomo de setenta e três batidas por minuto. Liricamente, trata sobre um relacionamento falhado. "Talking to the Moon" recebeu críticas positivas, sendo elogiado seu ritmo lento mas criticada sua produção pesada. A sua divulgação ocorreu em várias interpretações ao vivo como parte da turnê mundial The Doo-Wops & Hooligans Tour, que passou pelos continentes norte-americano, europeu, asiático e sul-americano.

## Antecedentes e divulgação

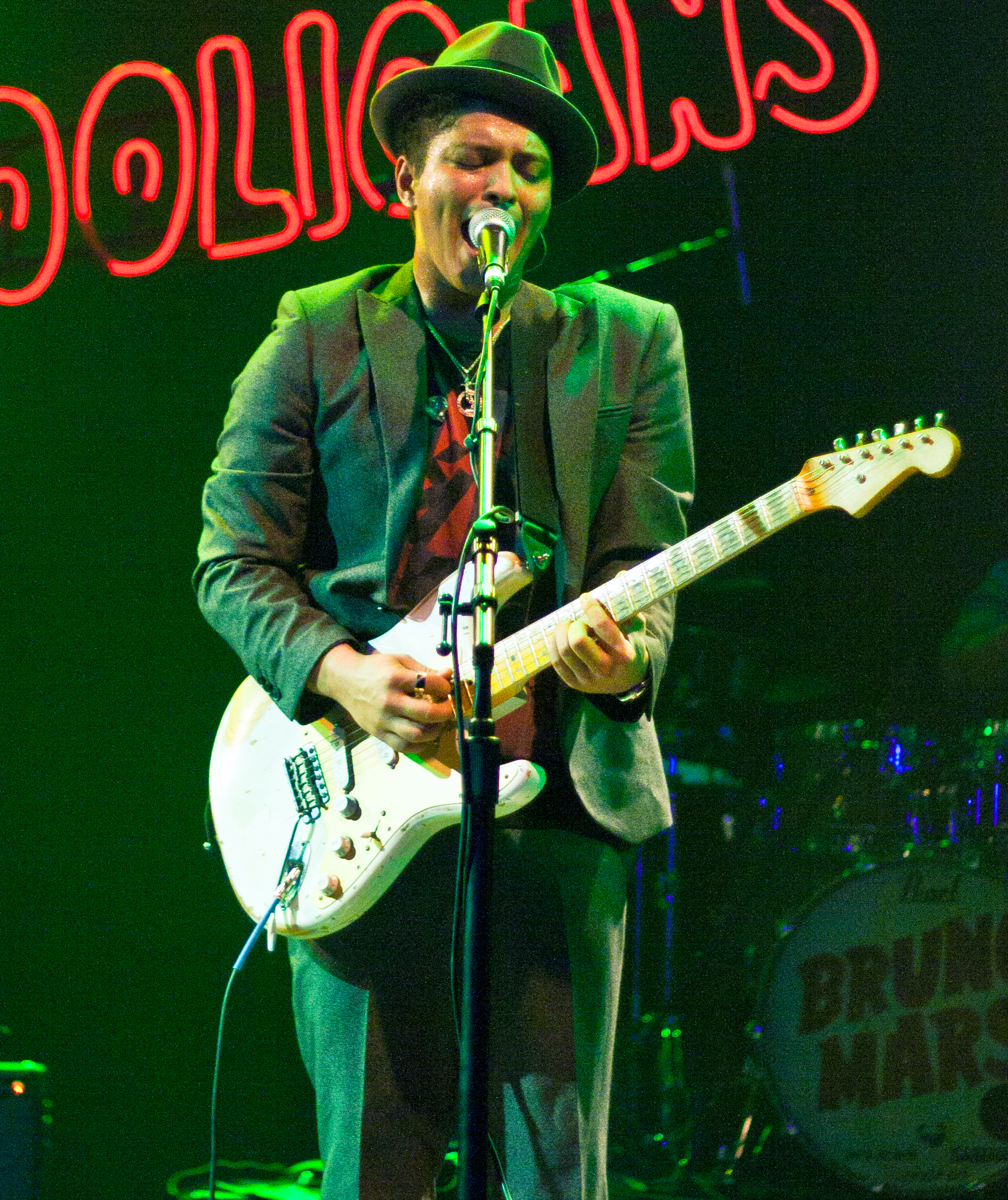
Mars duante a The Doo-Wops & Hooligans Tour, na qual "Talking to the Moon" foi interpretada.

"Talking to the Moon" foi originalmente gravada pelo artista para seu extended play (EP) de estreia, It's Better If You Don't Understand, lançado em 11 de maio de 2010 pela Fueled by Ramen. Quando questionado sobre o conteúdo lírico do EP, Mars respondeu o seguinte: "Eu apenas escrevo canções que eu acredito fortemente que estão vindo de lá de dentro. Não há truques. É a honestidade junto a grandes melodias. E eu estou cantando tudo nelas". Mais tarde, a faixa acabou por ser incluída no alinhamento final de seu álbum de estreia Doo-Wops & Hooligans, disponibilizado em 4 de outubro de 2010, quase cinco meses depois. Ari Levine do The Smeezingtons confessou que a obra é uma de suas favoritas do disco, e descreveu o processo de concepção da mesma para a Sound on Sound:
| “ | Nós tínhamos apenas o primeiro verso e algumas pontas, mas sabíamos que era especial. Em seguida, tínhamos três pontes diferentes e passamos muito tempo tentando descobrir qual era a melhor. Jeff Bhasker é um músico fantástico, e ele ajudou a escrever esta faixa. Eu acho que tentamos arranjar e produzir ela de quatro maneiras diferentes, a maioria das vezes tentando descobrir que tipo de bateria introduzir. | ” |

Mars gravou uma versão de piano acústica que foi incluída na edição deluxe do disco e na coletânea musical para a caridade Songs for Japan, lançada a 25 de março de 2011. Também foi incluída na segunda trilha sonora internacional da telenovela brasileira Insensato Coração, esta comercializada pela Som Livre. Com o sucesso da música nas rádios brasileiras, a Warner Music decidiu lançá-la como single. Depois do lançamento de Doo-Wops & Hooligans, o norte-americano iniciou sua divulgação e "Talking to the Moon" foi incluída na seleção da turnê mundial The Doo-Wops & Hooligans Tour, que passou pelos continentes norte-americano, europeu, asiático e sul-americano. Nesta, foi apresentada como a décima-quarta faixa. Foi usada, ainda, como bis na turnê Hooligans in Wondaland (2011), em que o artista dividiu o palco com Janelle Monáe, e também durante concertos de Mars no Brasil: na 24K Magic World Tour, em 2017, e no festival The Town, em 2023. "Talking to the Moon" acabou também por ser ouvida durante os filmes A Turtle's Tale: Sammy's Adventures e Think Like a Man, estando atribuída ao músico nos créditos finais deste.

## Estilo musical e letra
"Talking to the Moon" é uma balada de jazz que tem uma duração de três minutos e trinta e sete segundos, produzida por The Smeezingtons e Jeff Bhasker. Com uma produção simples, sua instrumentação é composta de acordes de bateria e piano. De acordo com a partitura publicada pela EMI Music Publishing, está definida pela chave de dó sustenido menor e apresenta um compasso simples com um metrônomo de 73 batidas por minuto. Os vocais de Mars se expandem entre sol#3 e dó#5. Segue a progressão harmônica mi-sol#7-dó#m-si-lá.
A letra foi escrita por Mars, Philip Lawrence, Ari Levine, Albert Winkler e Jeff Bhasker. Liricamente, o artista representa sentimentos de solidão, perda e esperança enquanto canta ao refrão: "Falando com a lua / Tentando chegar até você / Na esperança de que você esteja do outro lado / Falando comigo também"; à medida que a faixa se desenrola, ela mostra um lado vulnerável do cantor com letras suaves e sinceras, sobre um amor que agora se foi, de acordo com Alex Young da Consequence of Sound. Para Sherri Thornhill do Yahoo!, os versos mostram o desejo de Bruno enquanto ele "espera que sua antiga paixão esteja falando com a lua assim como ele".

## Recepção pela crítica
A faixa recebeu análises mistas dos críticos de música. Enquanto analisava o extended play (EP), Bill Lamb do About.com disse que "Talking to the Moon" "é possivelmente a faixa mais fraca devido a produção pesada, que ameaça submergir a o centro da canção, a voz de Bruno Mars. É uma balada com grande potência que funciona bem no palco". Mike Diver da BBC Music considerou a canção "uma balada desprovida de emoção detectável", e Leah Greenblatt da Entertainment Weekly, em sua revisão para o álbum, considerou que "Doo-Wops & Hooligans aptamente aplica os seus talentos de estúdio (...) e ele faz, de sua própria maneira pós-milênia, batidas de coração malt-shop atrás da face digital de faixas como a animada 'Marry You' e a triste 'Talking to the Moon'". Emily Yang do jornal The Signal, pertencente à Universidade do Estado da Geórgia, analisou que "'Talking to the Moon' foca em... sua tristeza. Ele canta sobre uma solidão que é quase palpável no refrão".
Em texto para o Consequence of Sound, Alex Young disse acreditar que a canção "deve ser a melhor desta coleção", adicionando que "esta faixa está preparada para as rádios; é uma canção sincera e suave sob o som de um piano sobre um amor perdido que já se foi... mostra o Mars vulnerável". Sherri Thornhill do Yahoo! elogiou a faixa, adjetivando-a de "uma beleza", mesmo sendo "mais uma canção lenta". Ela explicou a letra do tema: "Um apaixonado de coração partido espera que seu antigo amor esteja falando com a lua assim como ele. É triste mas relacionável". Tyrone S. Reid, do periódico Seattle Post-Intelligencer, considerou que é "lindamente escrita, encerando poesias de amor e saudade — uma força que o cantor emprega com grandes resultados em seu trabalho".

## Créditos
| - Bruno Mars - vocalista principal, composição, produção, instrumentação; - Philip Lawrence - composição, produção; - Ari Levine, composição, produção, instrumentação, engenharia de áudio; - Jeff Bhasker - composição, produção; - Albert Winler - composição; | - Manny Marroquin - mixagem; - Christian Plata - assistente de mixagem; - Erik Madrid - assistente de mixagem; - Stephen Marcussen - masterização |

## Desempenho nas tabelas musicais
Devido à sua inclusão na trilha sonora de Insensato Coração e após o seu lançamento como single no Brasil, "Talking to the Moon" conseguiu registrar entrada em duas tabelas brasileiras: a Brasil Hot 100 Airplay e Brasil Hot Pop Songs, ambas publicadas pela revista Billboard Brasil com base nos dados fornecidos pela Crowley Broadcast Analysis. A canção atingiu o topo em ambas as paradas; passando nove semanas no topo da primeira delas e 22 semanas liderando a segunda. Com esse feito, tornou-se a quarta canção com o maior número de semanas na liderança da Brasil Hot Pop Songs e a sétima com o melhor desempenho na Hot 100 Airplay, de acordo com dados de 2012.
Para além desse desempenho em terras brasileiras, atingiu em 2017 a posição 45 na parada de singles japonesa, a Japan Hot 100. Em 2021, a faixa ressurgiu em popularidade no aplicativo de compartilhamento de vídeos TikTok, o que fez com que entrasse em várias paradas nacionais, como da Austrália e da Suíça. "Talking to the Moon" foi condecorada em 2020 com um disco de platina duplo nos Estados Unidos pela Recording Industry Association of America (RIAA), pelas vendas de mais de dois milhões de cópias naquele país.
| Tabela musical (2011)                 | Posição de pico |
| ------------------------------------- | --------------- |
| Brasil (Hot 100 Airplay)              | 1               |
| Brasil (Hot Pop Songs)                | 1               |
| Tabela musical (2017)                 | Posição de pico |
| Japão (Japan Hot 100)                 | 45              |
| Tabela musical (2021)                 | Posição de pico |
| Austrália (ARIA)                      | 81              |
| Mundo (Billboard Global 200)          | 57              |
| Portugal (AFP)                        | 50              |
| Singapura (RIAS)                      | 23              |
| Suécia (Sverigetopplistan Heatseeker) | 4               |
| Suíça (Schweizer Hitparade)           | 92              |

| Tabela musical (2021)  | Posição |
| ---------------------- | ------- |
| Global 200 (Billboard) | 156     |
| Portugal (AFP)         | 116     |

| Região | Certificação | Unidades/Vendas |
| --- | ------------ | --------------- |
| Dinamarca (IFPI Dinamarca)                                                                                        | Platina      | 90 000^         |
| Estados Unidos (RIAA)                                                                                             | 2× Platina   | 2 000 000‡      |
| França (SNEP) | Ouro         | 100 000*        |
| Itália (FIMI) | Ouro         | 35 000‡         |
| Portugal (AFP) | Platina      | 20 000^         |
| *números de vendas baseados somente na certificação ‡vendas+valores de streaming baseados somente na certificação |              |                 |